# Pantherophis alleghaniensis
Pantherophis alleghaniensis – niejadowity gatunek węża z rodziny połozowatych (Colubridae), endemiczny dla Ameryki Północnej. Występuje na wschodzie USA – na wschód od rzeki Apalachicola na Florydzie, na wschód od Chattahoochee w Georgii, po wschodniej stronie Appalachów na północ po stany Nowy Jork i Vermont. Na Florydzie bywa mylony z Pantherophis spiloides.